# Nefundella dentata
Nefundella dentata är en fjärilsart som beskrevs av Herbert H. Neunzig och Dow 1993. Nefundella dentata ingår i släktet Nefundella och familjen mott. Inga underarter finns listade i Catalogue of Life.